# Víctor Pérez Varela
Víctor Claudio José Pérez Varela (Santiago, 18 de octubre de 1954) es un abogado y político chileno. Es miembro del partido Unión Demócrata Independiente (UDI), del cual fue secretario general entre 2008 y 2012. Entre julio y noviembre de 2020, ejerció como ministro del Interior y Seguridad Pública de su país, bajo el segundo gobierno del presidente Sebastián Piñera, renunciando debido a la aprobación de una acusación constitucional en su contra en la Cámara de Diputados.
Anteriormente, entre 1981 y 1987, se desempeñó como alcalde de la comuna de Los Ángeles, designado por la dictadura militar del general Augusto Pinochet; entre 1990 y 2006, diputado por el antiguo distrito n° 47; y entre 2006 y 2020, senador por la Circunscripción 13, Biobío Cordillera.

## Familia y estudios
Nació en Santiago de Chile el 18 de octubre de 1954, siendo uno de los tres hijos del matrimonio formado por el abogado Claudio Renato Pérez Arriagada (1924-2011) e Inés Julieta Varela Carter. Realizó sus estudios secundarios en el Liceo José Victorino Lastarria de Providencia y en el Liceo de Hombres de Concepción (actual Liceo Enrique Molina Garmendia). Continuó sus estudios superiores en la Facultad de Derecho de la Universidad de Concepción, donde se tituló de abogado el 8 de julio de 1981. En el ámbito laboral, ha ejercido su profesión de forma independiente.
Está casado en segundas nupcias con Ana María Serra, quien desde 2010 se desempeña como jefa de gabinete de la sede UDI en Los Ángeles. Con ella tuvo cuatro hijos: Claudio José, Bernardita Andrea, Carolina Patricia y otro más.

## Carrera política
En la universidad es elegido delegado de curso ante el Centro de Alumnos de la Escuela de Derecho. 

### Alcalde de Los Ángeles
El 23 de marzo de 1981, a la edad de 27 años es designado por la dictadura militar de Augusto Pinochet como alcalde de Los Ángeles, cargo que ejerció hasta 1987. Como edil, participó en numerosos seminarios y encuentros, destacándose uno realizado en México donde expuso sobre "Pequeñas y Medianas Ciudades" y "Regionalización y el Rol de Municipio".[cita requerida]

### Diputado
En diciembre de 1989, fue elegido diputado como Independiente dentro del pacto Democracia y Progreso, por el distrito N.° 47, correspondiente a las comunas de Antuco, Laja, Los Ángeles, Mulchén, Nacimiento, Negrete, Quilaco, Quilleco, Santa Bárbara, San Rosendo y Tucapel, en la Región del Biobío (por el periodo legislativo 1990-1994). Integró las comisiones especiales de Constitución, Legislación y Justicia, y de Trabajo y Seguridad Social; y las comisiones especiales sobre Igualdad de Cultos en Chile, de Desarrollo de la 5.ª Región, de Régimen de Aguas, y de Pueblos Indígenas.
Para las elecciones de noviembre de 1993, mantuvo su escaño en la Cámara por el mismo distrito esta vez en representación del partido Unión Demócrata Independiente (UDI) (para periodo legislativo 1994-1998). Integró las comisiones permanentes de Obras Públicas, Transportes y Telecomunicaciones, y de Vivienda y Desarrollo Urbano. Participó en las comisiones investigadoras sobre Irregularidades en la Empresa Nacional de Carbón (ENACAR) y de Disolución de «Colonia Dignidad». Durante este periodo fue miembro del Comité parlamentario de su partido.
En diciembre de 1997, fue reelecto nuevamente por su partido e igual distrito (por el periodo legislativo 1998-2002). Se integró a las comisiones permanentes de Relaciones Exteriores, Asuntos Interparlamentarios e Integración Latinoamericana, y de Vivienda y Desarrollo Urbano.
En diciembre de 2001, obtuvo su cuarta reelección como diputado por el mismo distrito N.º 47 (por el periodo legislativo 2002-2006). Formó parte de las comisiones permanentes de Constitución, Legislación y Justicia, de Gobierno Interior, Regionalización, Planificación y Desarrollo Social, y de Vivienda y Desarrollo Urbano. Además integró la Comisión Especial sobre Actuaciones de funcionarios públicos en el caso de la desaparición de Jorge Matute Johns.

### Senador

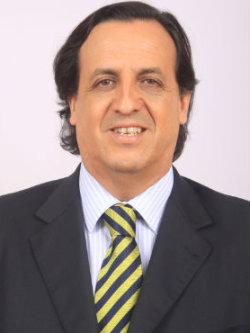
Fotografía oficial del segundo periodo de Víctor Pérez Varela como senador de la República, fines de 2013.

En las elecciones de 2005, fue elegido senador por la Circunscripción Senatorial N.º 13 correspondiente a la Región del Biobío (periodo legislativo 2006-2014). Durante el ejercicio de su cargo fue presidente de la Comisión de Gobierno, Descentralización y Regionalización e integró las de Obras Públicas; de Defensa Nacional; de Trabajo y Previsión Social; de Transportes y Telecomunicaciones; y de Vivienda y Desarrollo Urbano.
Entre 2008 y 2012 fue secretario general de la Unión Demócrata Independiente (UDI), bajo la presidencia de Juan Antonio Coloma Correa.
En las elecciones parlamentarias de noviembre de 2013, es reelecto como senador por la misma circunscripción, por el periodo 2014-2022. En este período integró las comisiones permanentes de: Agricultura (2016-2018); de Intereses Marítimos, Pesca y Acuicultura (2012-2014; y 2017-2018); de Régimen Interior (2014-2015; 2017-2019); de Vivienda y Urbanismo (2014-2015; y 2017-2018); y Revisora de Cuentas (2017-2018). 
Desde 2015 integró la Comisión Permanente de Defensa Nacional, la que presidió entre el 19 de marzo de 2019 y el 17 de marzo de 2020. También fue integrante de la Comisión Permanente de Constitución, Legislación, Justicia y Reglamento (desde 2018); y de Seguridad Pública (2018-2020); y de Régimen Interior (2020).
Asimismo, desde su creación el 13 de agosto de 2014, integró la Comisión Especial sobre Recursos Hídricos, Desertificación y Sequía. También integra las comisiones especiales Bicameral del artículo 66 de la LOC Congreso Nacional; y Bicameral del artículo 66A de la LOC Congreso Nacional, desde el 3 de septiembre de 2018 y 18 de diciembre del mismo, respectivamente.
Tras casi 30 años como parlamentario renuncia a su cupo de  Senador de la República con el fin de asumir el cargo de ministro del Interior y Seguridad Pública de su país.

### Ministro de Estado

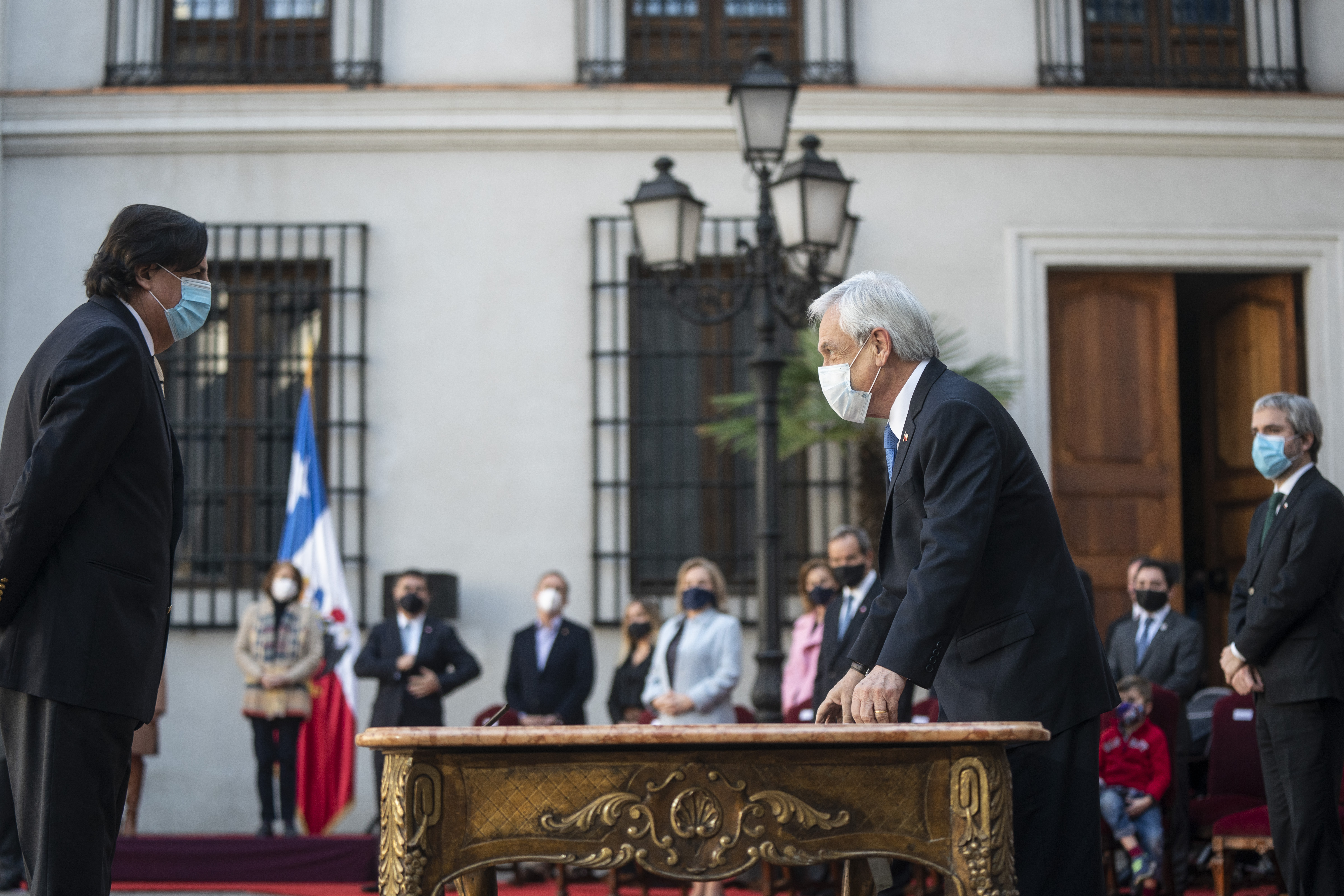
Nombramiento de Víctor Pérez Varela como Ministro del Interior en julio de 2020.

El 28 de julio de 2020 fue designado como ministro del Interior y Seguridad Pública por el presidente Sebastián Piñera tras la renuncia de Gonzalo Blumel, siendo el tercer titular de la cartera durante la segunda administración de Piñera, dejando su cargo como senador. Fue reemplazado en el Senado por el exministro Claudio Alvarado.
El 8 de octubre de 2020, 13 diputados de oposición presentaron una acusación constitucional en su contra, fundada en tres puntos: omitir denunciar hechos ilícitos, vulnerar el derecho de igualdad ante la ley, e infringir la Constitución y las leyes en el actuar de Carabineros de Chile. El 3 de noviembre de 2020 renunció a su cargo como Ministro del Interior y Seguridad Pública, luego de ser suspendido de sus funciones al ser declarada admisible la acusación constitucional por la Cámara de Diputados, siendo el titular de Interior y Seguridad Pública más breve desde 1973, logrando 98 días en el cargo.
El resultado de la admisibilidad de la acusación constitucional en la Cámara de Diputados fue el siguiente:
| Fecha                  | Resultado                              | Voto |    |    |    |    |   |   |   |   |   |   |   |   |   |   |   |   |   | Ind. | Total  |
| ---------------------- | -------------------------------------- | ---- | -- | -- | -- | -- | - | - | - | - | - | - | - | - | - | - | - | - | - | ---- | ------ |
| 3 de noviembre de 2020 | Aprobado · Suspendido de sus funciones | Sí   |    |    | 17 | 11 | 9 | 8 | 7 |   | 5 | 4 | 3 | 2 | 2 | 2 | 2 | 1 |   | 7    | 80/155 |
| 3 de noviembre de 2020 | Aprobado · Suspendido de sus funciones | No   | 34 | 26 |    | 1  |   |   |   | 6 |   |   |   |   |   |   |   |   | 1 | 6    | 74/155 |
| 3 de noviembre de 2020 | Aprobado · Suspendido de sus funciones | Abs. |    |    |    |    |   |   |   |   |   |   |   |   |   |   |   |   |   | 1    | 1/155  |
| 3 de noviembre de 2020 | Aprobado · Suspendido de sus funciones | Aus. |    |    |    |    |   |   |   |   |   |   |   |   |   |   |   |   |   |      | 0/155  |

Tras aprobarse en la Cámara de Diputados la acusación pasa a ser votada por el Senado de la República el 16 de noviembre del mismo año, el Senado rechaza los 3 capítulos de la misma, declarando inocente a Pérez de todos los cargos.
El resultado de la votación del primer capítulo de la acusación constitucional en el Senado fue el siguiente:
| Fecha                   | Resultado                      | Voto |   |   |   |   |   |   |   |   | Ind. | Total |
| ----------------------- | ------------------------------ | ---- | - | - | - | - | - | - | - | - | ---- | ----- |
| 16 de noviembre de 2020 | Rechazado · Declarado inocente | Sí   |   |   | 5 | 7 | 2 |   | 1 |   | 2    | 17/43 |
| 16 de noviembre de 2020 | Rechazado · Declarado inocente | No   | 9 | 9 | 1 |   | 2 |   |   | 1 |      | 22/43 |
| 16 de noviembre de 2020 | Rechazado · Declarado inocente | Abs. |   |   | 2 |   | 1 |   |   |   |      | 3/43  |
| 16 de noviembre de 2020 | Rechazado · Declarado inocente | Aus. |   |   |   |   |   | 1 |   |   |      | 1/43  |

## Historial electoral

### Elecciones parlamentarias de 1989
- Elecciones parlamentarias de 1989, candidato a diputado por el distrito 47 (Antuco, Laja, Los Ángeles, Mulchén, Nacimiento, Negrete, Quilaco, Quilleco, San Rosendo, Santa Bárbara y Tucapel)[14]

### Elecciones parlamentarias de 1993
- Elecciones parlamentarias de 1993, candidato a diputado por el distrito 47 (Antuco, Laja, Los Ángeles, Mulchén, Nacimiento, Negrete, Quilaco, Quilleco, San Rosendo, Santa Bárbara y Tucapel)[15]

### Elecciones parlamentarias de 1997
- Elecciones parlamentarias de 1997, candidato a diputado por el distrito 47 (Antuco, Laja, Los Ángeles, Mulchén, Nacimiento, Negrete, Quilaco, Quilleco, San Rosendo, Santa Bárbara y Tucapel)[16]

### Elecciones parlamentarias de 2001
- Elecciones parlamentarias de 2001, candidato a diputado por el distrito 47 (Antuco, Laja, Los Ángeles, Mulchén, Nacimiento, Negrete, Quilaco, Quilleco, San Rosendo, Santa Bárbara y Tucapel)[17]

### Elecciones parlamentarias de 2005
- Elecciones parlamentarias de 2005, candidato a senador por la Circunscripción 13 (Biobío Cordillera)[18]

### Elecciones parlamentarias de 2013
- Elecciones Parlamentarias de 2013, candidato a senador por la Circunscripción 13 (Biobío Cordillera)[19]